# Acaill
Acaill (též irsky Oileán Acla, anglicky Achill Island) je ostrov ležící u západního pobřeží Irska v hrabství Mayo. Od hlavního ostrova je oddělen úzkým průlivem, přes který vede otočný most Michael Davitt Bridge. S rozlohou 148 km² je největším z ostrovů u irského pobřeží. Žije zde okolo dva a půl tisíce obyvatel, pětina z nich uvádí jako mateřskou řeč irštinu.

## Přírodní poměry
Většina ostrova je pokryta rašeliništi. Hora Croaghaun na západě ostrova se tyčí nad mořskou hladinou do výšky 688 metrů a patří k nejvyšším pobřežním útesům v Evropě. Dalším významným vrcholem je Slievemore (671 m). Při pobřeží leží neobydlené ostrůvky Achillbeg a Inishbiggle.

## Historie
Ostrov byl osídlen už v neolitu, o čemž svědčí megality v lokalitě Keel East. Původní obyvatelé bydleli v osadách postavených na vodě, zvaných crannog. Ve středověku byl ostrov součástí království Umaill. V 17. a 18. století se na Acaill přistěhovalo mnoho lidí z Ulsteru sužovaného náboženskými nepokoji, dosud se na ostrově užívá mnoho výrazů pocházejících z ulsterského dialektu. Počátkem 19. století měl Acaill přes šest tisíc obyvatel, ale v době Velkého hladomoru došlo k masovému vystěhovalectví, na úpatí hory Slievemore se dosud zachovaly trosky vesnice opuštěné v této době. V roce 1852 byl na ostrově zřízen františkánský klášter. V roce 1894 došlo k útoku na místní majitele půdy, kteří pocházeli z Anglie, a jejich rezidence The Valley House byla zapálena (později byla přebudována na hotel). Za první světové války byla na útesu Moytoge zbudována vojenská pozorovatelna, která měla chránit Irsko před vyloděním německých vojsk.
Hlavními ekonomickými aktivitami na ostrově jsou rybolov (loví se zejména žralok velký) a chov ovcí, od šedesátých let 20. století se rozvíjí turistika. Pláže na Acaillu mají modrou vlajku zaručující čistotu vody, podél pobřeží vede vyhlídková silnice Atlantic Drive. Na ostrově pobývali spisovatelé John Millington Synge, Graham Greene a Heinrich Böll.